# Ludwig Kneiss
Ludwig Kneiss (* 11. November 1830 in Bundenthal; † 25. April 1900 in München) war ein deutscher Opernsänger (Bass/Bariton/Tenor), Schauspieler, Sekretär und Bibliothekar.

## Leben
Kneiss war von 1853 bis 1863 an verschiedenen österreichischen Bühnen tätig, ging 1864 an das Münchner Hoftheater, danach für kurze Zeit nach Ulm und absolvierte von 1865 bis 1867 am Münchner Aktien-Volkstheater (ab 1872 Königliches Theater am Gärtnerplatz) bei Adolf Christen eine Schauspielausbildung. Bei der Eröffnungsvorstellung des Gärtnerplatztheaters im November 1865 hatte er eine Hauptrolle als „Münchner Kindl“. In den Folgejahren folgten Engagements in mehreren deutschen Städten und in Amsterdam. 1872 kehrte er zurück nach München und war dort ab Mai wieder am Gärtnerplatztheater als Schauspieler und Sekretär tätig. Er spielte dort unter anderem den Wirt Grattabugia in Carl Zellers komischer Oper Die Fornarina in der Uraufführung am 18. Oktober 1879.
Kneiss ist der Vater des Karikaturisten, Illustrators und Kunstmalers Emil Kneiß.